# 傑西·韋德
傑西卡·艾莉絲·芬曼·「傑西」·韋德（Jessica Alice Feinmann "Jess" Wade BEM，1988年—）是英國物理学家，在伦敦帝国学院的Blackett實驗室進行研究，其研究針對聚合物為基底的有機發光二極體（OLED）。她的公眾參與是針對理工科（STEM）女性，支持物理學中的女性、並且努力修正維基百科的性別偏誤。

## 教育
傑西·韋德的父母都是医生，而且傑西·韋德具有猶太人血統。她在南漢普斯徳高級中學求學。之後參加了切爾西藝術與設計學院的藝術與設計基礎課程，2012年在伦敦帝国学院獲得理學碩士學位。她繼續在伦敦帝国学院攻讀博士學位，在2016年取得物理学博士學位，論文是有關有機半導體的納米計量學，指導教授是Ji-Seon Kim。

## 研究及專業
截至2018年，傑西·韋德是倫敦帝國學院的固体物理学學群中，有机电子学的博士後助理研究員，主要是在開發有機發光二極體薄膜，並研究其特性 ，和Alasdair Campbell及Matt Fuchter等人一起研究。其研究已發表在許多學術期刊上，例如《Journal of Physical Chemistry C》、《美国化学会志》、the《Journal of Materials Chemistry》、《ACS Nano》、《先进功能材料》、《化学物理学报》、《Advanced Electronic Materials》、
《ChemComm》、及《能源與環境科學》。她也曾和James Robert Durrant,、Henning Sirringhaus、Jenny Nelson、Donal Bradley 和Ji-Seon Kim共同編輯論文，並列名共同作者
。截至2019年8月時，依照Web of Science的資料，她是四篇論文的第一作者，十四篇論文的中間作者。她列名第一作者的研究已被引用25次，列名第二作者的研究已被引用420次。她的H指数是8，m-quotient是1.1。

### 公共參與及宣傳
韋德以公共參與的方式提昇STEM領域的性別平等。她代表英國參與美国国务院贊助的國際訪問者領袖計劃 Hidden No More，也在WISE Campaign的青年女性部門及女性工程師學會理事會服務，在Stimulating Physics Network中和全英國的教師合作（包括在教育展以及教師大會的主題演講）。韋德批評一些激勵女性參與科學，但花費很高的活動，這些活動的舉辦意味著只有一小群人會感興趣，或者是一些效果不佳的活動，例如在時裝表演的場合中，向少女說明「口紅及指甲去光水的化學組成」議題。她估計英國花費500萬英鎊至600萬英鎊促進女性的科學事業，但很少去確認計劃的成果。
有一個維基百科計劃是為了提昇STEM中的女性典範，鼓勵建立著名女性學者條目。韋德在該計劃中有很大的貢獻。韋德創建維基百科中的女性傳記條目，提昇STEM中少數者的形象。她在2019年中接受Chemistry World的訪問，提到在她寫的六百個女性科學家條目中，有六個因為維基百科的關注度問題而遭刪除。韋德也提到，維基百科上有默默無聞的運動員條目，也有條目是有關已被遺忘的流行歌曲。在2020年2月時，她寫的維基百科傳記條目已超過900個。
韋德統合了第六屆國際女性物理學大學的團隊，因此受邀在德國討論英国物理学会（IOP）的性別平等工作。她也透過倫敦帝國學院的活動、節慶，以及組織一系列有關女性的活動，來支持學生的參與。並獲得皇家工程科學院（RAEng）、英国皇家化学学会（RSC）、生物化學學會的經費贊助。韋德在2015年在科學參與活動I'm a Scientist, Get me out of here!中勝出，獲得500英鎊，她用這筆錢在倫敦帝國學院的物理系舉辦了greenlight4girls的一日活動。
韋德在英国物理学会（IOP）的倫敦及東亞委員會、IOP女性物理委員會以及倫敦帝國學院的Juno透明度及發展機會委員會中服務。韋德曾提到她受到Sharmadean Reid、Lesley Cohen、Jenny Nelson及Angela Saini（特別是她所著的《Inferior》）。韋德的宣傳工作已受到許多媒體的報導，例如《BBC》、《天空新闻台》、《赫芬顿邮报》、《ABC新聞》、《Physics World》、《国家报》、《CNN》、《自然》及《衛報》。
韋德曾在2018年12月1日的TEDx倫敦女性大會中演講。
她和Ben Britton、Christopher Jackson共同在2019年的《自然化學評論》（Nature Reviews Chemistry）期刊中撰寫了《學術界參與社交媒體的獎勵及風險》（The reward and risk of social media for academics）。

### 維基百科中的女性科學家
2019年4月12日時，《华盛顿邮报》在社论对页版刊登了《The Black Hole Photo Is Just One Example of Championing Women in Science》的文章，使得大家開始關注到英文維基上較少描述女性在科學貢獻的問題，這篇文章是由Maryam Zaringhalam和傑西·韋德共同撰寫。文章中認為由於維基百科編輯之間的討論，使得韋德之前寫的一些女性科學家條目無法留在維基百科。當時韋德已經寫了上百篇女性科學家的條目，其中也有部份條目遭到刪除。

韋德從Kit Chapman那裡得知了核子化學家克拉麗絲·菲爾斯的事蹟，她是第一位參與超重元素生成研究的美國非裔女性，因此韋德在2018年9月在英文維基上寫了有關克拉麗絲·菲爾斯的簡短條目，該條目在2019月2月11日被刪除。《Chemistry World》中有提到：
以菲爾斯的條目為例，她的名字沒有出現在描述田納西實驗室貢獻的文章中，她也沒有受到主流媒體的介紹，大部份有關其工作的描述是在她工作組織的網站裡，以維基百科的標準，不算是獨立的來源，因此無法以此資料佐證關注度。[維基百科]社群的共識是無法保留這個條目。
 韋德對Chemistry World表示，她認為在維基百科中遺漏了這樣科學研究者的內容相當的可惜。

### 獎項及榮譽
韋德因為在科學、科學傳播、多樣性及包容性的貢獻，獲得了許多的獎項。她在2015年獲得了物理研究所早期專業物理傳播者獎（Institute of Physics Early Career Physics Communicator Prize），因為對大學學生的貢獻獲得帝國學院聯盟奬，並且在線上科學節目《I'm a Scientist, Get Me Out of Here》中成為Colour Zone的獲勝者。在2016年獲得物理研究所中，Jocelyn Bell Burnell Medal and Prize中的2016年物理界女性。
韋德在2017年得到材料礦物與採礦研究所的羅伯特·佩林材料科學獎（Robert Perrin Award for Materials Science），並且因為推動
性別平權，獲得帝國學院的Julia Higgins奬章。同年她受邀參加加州Googleplex的科际整合研討會Science Foo Camp。
2018年時，韋德獲得達芬尼傑克遜獎，原因是「擔任國際公認的STEM大使。」，十月份時提名為《自然》雜誌的自然科學十人之一。她獲得了由維基百科共同創辦人吉米·威爾斯所頒給的年度維基人榮譽，原因是「常年在維基百科撰寫代表性還不足的科學家及工程師條目」，第二年獲選為英國維基媒體協會的年度維基人。
韋德在2019年的2019英國女王生日榮譽中，因為推動科學中的性別多樣性，獲得大英帝国奖章（BEM）。其工作單位授與「社會參與領導奬」（Leadership Award for Societal Engagement），同年她被《计算机周刊》提名為44屆「英國科技界最有影響力的女性」。

## 外部連結
- 一位女性物理學家計畫每天寫一篇維基百科條目，描述女科技人（英） （页面存档备份，存于）